# Честер (Пенсильвания)
Честер (англ. Chester) — город в округе Делавэр, штат Пенсильвания (США). В 2010 году в городе проживали 33 972 человека.

## Географическое положение

Честер на карте округа

Честер — город в округе Делавэр, в юго-восточной Пенсильвании, на реке Делавэр. Находится в метрополитенском статистическом ареале Филадельфии. По данным Бюро переписи населения США Честер имеет площадь 15,55 квадратных километра (12,52 км² — суша, 3,04 км² — вода).

## История
Честер — один из самых старых городов Пенсильвании. Земля города была частью провинции Новая Швеция. После 1655 года голландские поселенцы со шведам основали город Апленд. Уильям Маркхам, заместитель губернатора Уильяма Пенна, разместил правительство колонии в Апленде, когда он прибыл в 1681 году для основания английской колонии Пенсильвания. Пенн переименовал поселение в Честер.
Честер был административным центром округа Честер с 1682 по 1788 год, когда он был перенесён в боро Уэст-Честер. В следующем году был создан округ Делавэр, и Честер стал его административным центром. Окружной центр был в 1850 году перенесён в Медия. Развитие города замедлилось, когда Пенн перенёс правительство в Филадельфию. Во время американской революции Энтони Уэйн обучал войска в Честере в начале 1776 года, а в 1777 году в 16 км от города прошла битва при Брандивайне. Честер практически не развивался до 1850 года, когда он стал юго-западным пригородом быстро развивающейся Филадельфии. В 1866 году Честер был инкорпорирован.
С 1870-х годов в городе начала активно развиваться промышленность. В поисках работы приезжали эмигранты, ирландского, польского, итальянского и африканского происхождения. В 1872 году была основана компания Джона Роча, она стала одним из первых в стране предприятий по производству кораблей из чугуна и стали. Честер стал фабричным городом, развивались текстильные фабрики и тяжёлая промышленность. В начале двадцатого века Честер приобрёл репутацию «дикого» города, тогда открылись десятки баров, борделей, казино, появились банды. Были столкновения между белыми и афроамериканцами, уличные перестрелки (только за лето 1917 года произошло 28 перестрелок и 7 смертей). В 1920-х годах в Честере проживала треть населения округа, однако со временем население начало перераспределяться между пригородами Филадельфии.
После начала Второй мировой войны, когда количество рабочих мест на верфях увеличилось на десятки тысяч человек, Sun Ship стала крупнейшим работодателем афроамериканцев среди частных компаний в стране. Этот приток афроамериканцев, большинство из которых стали безработными после войны, и федеральная политика послевоенного жилья для ветеранов (которая специально исключала афроамериканцев), привели к значительному увеличению процентного количества афроамериканцев в Честере и его общему обеднению, по сравнению с более процветающими белыми пригородами. В 1950 году более 50 процентов рабочей силы города были заняты в производстве, к началу 1960-х годов многие из крупнейших работодателей уже закрылись, в том числе Baldwin Locomotive и Ford. Sun Ship сократили количество рабочих мест до 4000 рабочих (во время Второй мировой войны было 35 000). Многочисленные рабочие места можно было найти в пригородах, но большинство окружающих муниципалитетов сопротивлялись попыткам афроамериканцев переехать ближе к рабочим местам. К 1980-му году в Честере не осталось крупной промышленности, крупными работодателями были Медицинский Центр Крозер-Честер и Университет Виденера. В 2007 году было открыто казино Harrah’s, в 2010 году — футбольный стадион Тален Энерджи Стэдиум. Часть кварталов города заброшены, население города в 2010 году составляло примерно половину от населения на 1950 год.

## Население
| Год переписи | Нас.  |  | %±     |
| ------------ | ----- |  | ------ |
| 1820         | 657   |  | —      |
| 1830         | 847   |  | 28,9%  |
| 1850         | 1667  |  | 96,8%  |
| 1860         | 4631  |  | 177,8% |
| 1870         | 9485  |  | 104,8% |
| 1880         | 14997 |  | 58,1%  |
| 1890         | 20226 |  | 34,9%  |
| 1900         | 33988 |  | 68%    |
| 1910         | 38537 |  | 13,4%  |
| 1920         | 58030 |  | 50,6%  |
| 1930         | 59164 |  | 2%     |
| 1940         | 59285 |  | 0,2%   |
| 1950         | 66039 |  | 11,4%  |
| 1960         | 63658 |  | −3,6%  |
| 1970         | 56331 |  | −11,5% |
| 1980         | 45794 |  | −18,7% |
| 1990         | 41856 |  | −8,6%  |
| 2000         | 36854 |  | −12%   |
| 2010         | 33972 |  | −7,8%  |
| 2016         | 33988 |  | 0%     |

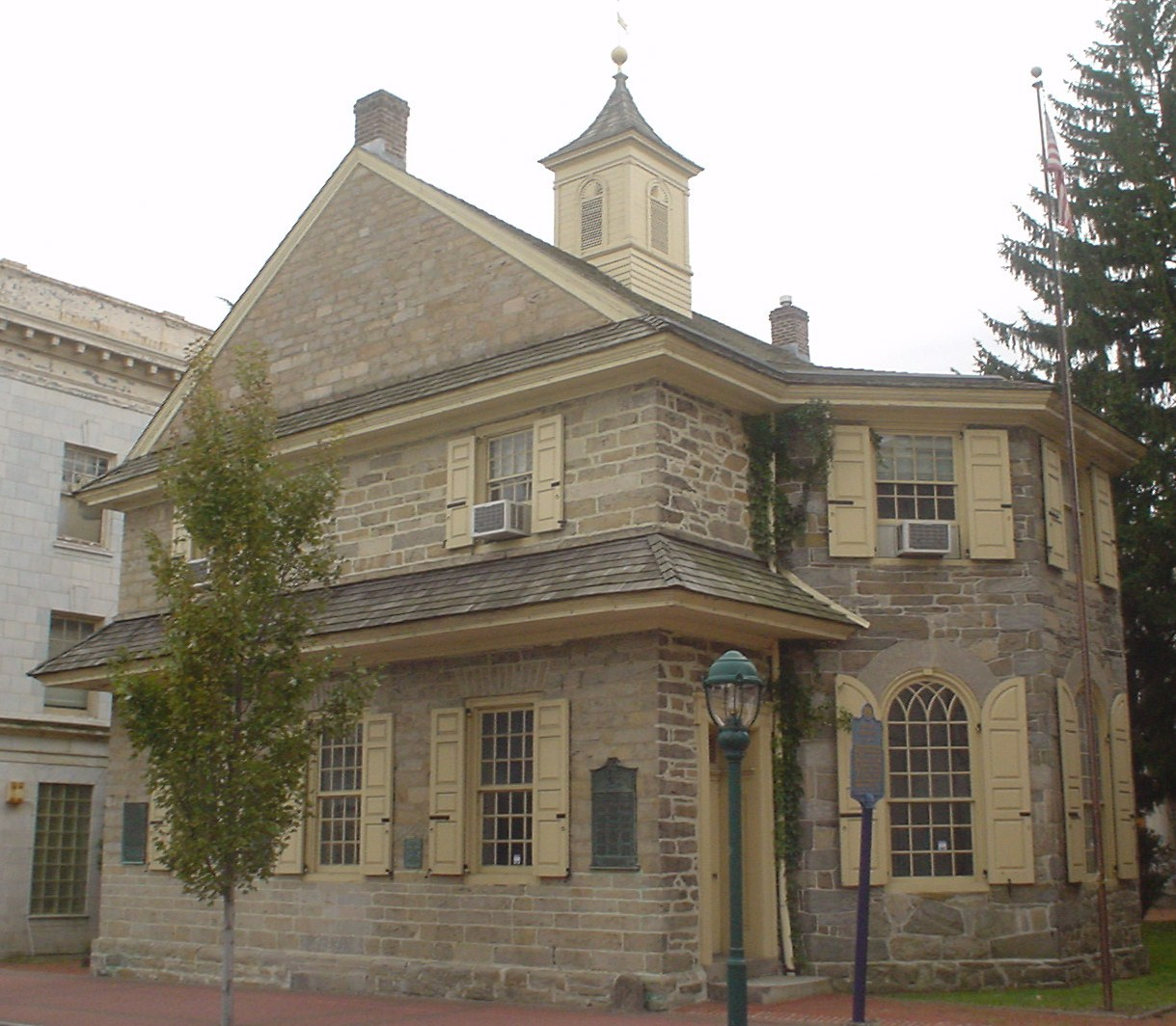
Здание бывшего окружного суда в Честере

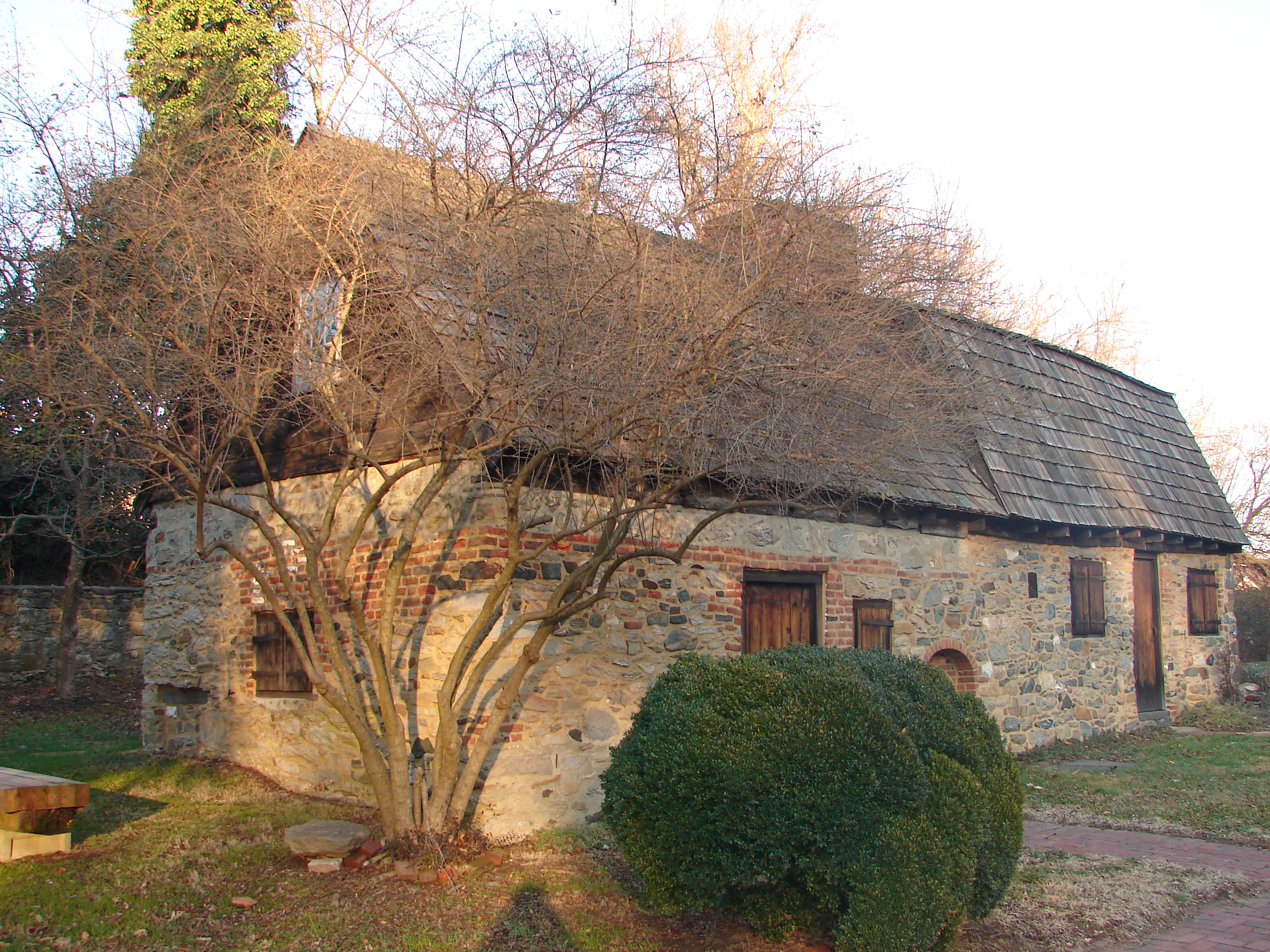
Здание Калеба Пуси, 1683 года

По данным переписи 2010 года население Честера составляло 33 972 человека (из них 47,2 % мужчин и 52,8 % женщин), в городе было 11 662 домашних хозяйства и 7216 семей. На территории города было расположено 13745 построек со средней плотностью 1097 построек на один квадратный километр суши. Расовый состав: белые — 17,2 %, афроамериканцы — 74,7 %, азиаты — 0,6 %, коренные американцы — 0,4 %. 9,0 % имеют латиноамериканское происхождение.
Население города по возрастному диапазону по данным переписи 2010 года распределилось следующим образом: 27,2 % — жители младше 18 лет, 7,7 % — между 18 и 21 годами, 54,7 % — от 21 до 65 лет и 10,4 % — в возрасте 65 лет и старше. Средний возраст населения — 29,9 лет. На каждые 100 женщин в Честере приходилось 89,5 мужчин, при этом на 100 совершеннолетних женщин приходилось уже 85,8 мужчин сопоставимого возраста.
Из 11 662 домашних хозяйств 61,9 % представляли собой семьи: 19,5 % совместно проживающих супружеских пар (7,1 % с детьми младше 18 лет); 35,6 % — женщины, проживающие без мужей и 6,8 % — мужчины, проживающие без жён. 38,1 % не имели семьи. В среднем домашнее хозяйство ведут 2,64 человека, а средний размер семьи — 3,33 человека. В одиночестве проживали 31,2 % населения, 11,1 % составляли одинокие пожилые люди (старше 65 лет).

## Экономика
В 2016 году из 26 549 человека старше 16 лет имели работу 11 596. При этом мужчины имели медианный доход в 33 050 долларов США в год против 30 145 долларов среднегодового дохода у женщин. В 2014 году медианный доход на семью оценивался в 32 971 $, на домашнее хозяйство — в 27 217 $. Доход на душу населения — 14 991 $ в год. 31,4 % от всего числа семей в Честере и 36,9 % от всей численности населения находилось на момент переписи за чертой бедности.